# Герб Любимівки
Герб Люби́мівки — один з офіційних символів села Любимівка Дніпровського району Дніпропетровської області, затверджений 10 листопада 2010 р. рішенням № 133/V сесії Любимівської сільської ради.

## Опис
Щит скошений зліва, на верхньому золотому полі стоїть козак із рушницею на плечі і шаблею на боці, на нижньому зеленому полі — золотий човен під вітрилом, внизу хвилеподібно відділена лазурова база. Щит обрамований золотим декоративним картушем. На лазуровому бурелеті золотий напис «Любимівка».

## Значення символів
Символіка герба нагадує про історичні зв'язки з запорізьким козацтвом. Постать козака (фігура, запозичена з герба області) вказує на адміністративно-територіальну приналежність сільради. Козацька чайка є символом цілеспрямованості руху вперед, долання труднощів.